# MTM Audi 200 quattro Turbo
Der MTM Audi 200 quattro Turbo ist ein Renntourenwagen, der vom „Fanprojekt Nürburgring“ in der VLN Langstreckenmeisterschaft Nürburgring und beim 24-Stunden-Rennen auf dem Nürburgring eingesetzt wurde.

## Geschichte
Das Fahrzeug wurde 1988 als schwarzer Audi 200 quattro Turbo gebaut und diente anfangs als Direktionswagen der Audi AG. Ein Jahr später kaufte Willi Bergmeister den Wagen als Vorführwagen für sein Autohaus. Bergmeister baute den Wagen auf Gruppe-N-Reglement für den Motorsport um und steigerte die Motorleistung von 160 auf 220 PS. 1990 setzte er den Audi erstmals beim 24-Stunden-Rennen auf dem Nürburgring ein, erreichte das Ziel aber nicht.
Nach zwei Jahren ohne Renneinsatz übernahmen Christian Kohlhaas, Dieter Scharpe und Dirk Riebensahm den Wagen und bauten ihn auf Gruppe-A-Reglement um. Dabei erhielt er das Fahrwerk des Audi V8 quattro DTM. 1994 folgte der nächste Einsatz des Audi beim 24-Stunden-Rennen. Nachdem das Team zwischenzeitlich auf dem fünften Platz gelegen war, fiel die Servopumpe aus. Am Ende reichte es nach den Reparaturarbeiten noch für den 29. Platz. 1995 wurde die Motorleistung des 2,2-Liter-Fünfzylinder-Motors von mtm Motorentechnik Mayer auf 300 PS gesteigert. Beim 24-Stunden-Rennen ereignete sich allerdings auf dem 16. Platz liegend ein Motorschaden durch einen defekten Kurbelwellensensor, wodurch das Rennen nicht fortgesetzt werden konnte. 1996 und 1997 gab es keine Renneinsätze.
1998 wurde Stefan Reinhold neuer Teamchef. Der nun in Silber umlackierte Audi hatte bereits im Training vor dem 24-Stunden-Rennen einen verbrannten Kolben und konnte nicht zum Rennen an den Start gehen. 1999 erhielt das Fahrzeug eine neue Aerodynamik; unter anderem die Frontspoiler/Frontschürzeneinheit der nach FIA-Klasse-1-Tourenwagen-Reglement aufgebauten Mercedes C-Klasse (Baureihe 202), wie sie im Jahr 1994 in der Deutschen Tourenwagen-Meisterschaft (DTM) eingesetzt wurde (und zwar die Variante, bei der die Spoilerlippe durchgehend dicht über der Straße geführt und nicht in der Mitte hochgezogen ist). Außerdem erhielt das Fahrzeug 1999 ein Sechsgang-Getriebe und einen 370 PS starken Motor aus dem Audi RS2. Beim 24-Stunden-Rennen erhielt das Team Unterstützung von Zakspeed. Trotz zahlreicher Reifenschäden aufgrund defekter Felgen kam das Fahrzeug auf dem elften Platz ins Ziel und erreichte sein bisher bestes Ergebnis.
Ab 2000 erschien der Audi in Orange. Durch einen neuen Ansaugtrakt betrug die Leistung nun 430 PS und die Aerodynamik entsprach der des Audi V8 aus der DTM. Nach erneuten Felgenschäden reichte es beim 24-Stunden-Rennen noch für den 16. Platz. 2001 erhielt der Wagen ehemalige DTM-Reifen und ein neues Renngetriebe mit Mittendifferenzial, wodurch die Straßenlage verbessert werden konnte. Mit neuer Motorabstimmung leistete der Motor nun 450 PS. Mintgen Motorsport setzte den Wagen beim 24-Stunden-Rennen ein, bei dem der Audi nach technischen Problemen zu Beginn in der Nacht wegen eines Unfalls ausschied. Christian Kohlhaas beendete den vorletzten Lauf der BFGoodrich Langstreckenmeisterschaft auf Platz sieben. Zusammen mit Dirk Riebensahm fuhr er den Audi beim letzten Lauf auf Platz sechs. 2002 konnte der Audi das 24-Stunden-Rennen erneut nicht beenden. Er erreichte zwar einen 21. Startplatz, aber schon früh fiel der vierte Gang aus. Später erhielt das Fahrzeug einen kompletten Getriebeschaden, wodurch das Rennen nicht mehr fortgesetzt werden konnte. Beim 24-Stunden-Rennen 2003 hatte das Team mit zahlreichen Defekten des Audi zu kämpfen. So hatte das Team in der ersten Rennhälfte eher Entwicklungsarbeit leisten müssen und konnte erst in der zweiten Rennhälfte richtig Rennen fahren. Letztendlich schaffte der Audi auf dem 81. Platz doch noch die Zielankunft. Zu seinem zehnjährigen Betriebsjubiläum im Jahre 2004 stieß Christopher Gerhard zum Team hinzu. Der Audi konnte das Ziel erreichen und legte dabei 100 Runden zurück. 2005 folgte die elfte und bisher letzte Teilnahme des MTM Audi 200 beim 24-Stunden-Rennen auf dem Nürburgring, der zu diesem Zeitpunkt bereits das dienstälteste Fahrzeug im Feld war. Allerdings gelang ihm dieses Mal die Zielankunft nicht.
Ab 2006 endete der regelmäßige Renneinsatz des MTM Audi 200, da seine Stammfahrer Verträge bei anderen Teams erhielten. Christian Kohlhaas wechselte zu Götz Motorsport und Dirk Riebensahm zu Zakspeed. Beim letzten Lauf der BFGoodrich Langstreckenmeisterschaft 2006 wurde der Audi RS4 des Teams Götz Motorsport allerdings nicht rechtzeitig rennbereit, weshalb Kohlhaas kurzfristig den alten Audi 200 reaktivierte. Er fuhr ihn überraschend auf den achten Platz und erreichte auf diesem Fahrzeug so sein bestes Saisonresultat. 2007 setzte Kohlhaas den Audi 200 beim Lauf der Spezial-Tourenwagen-Trophy auf der Nordschleife ein und erreichte Platz drei. Auch beim letzten Lauf der BFGoodrich Langstreckenmeisterschaft 2007 war Kohlhaas wieder mit dem MTM Audi 200 am Start, musste das Rennen aber nach sieben Runden aufgeben.

## Erfolge
- 1994: 29. Platz beim 24-Stunden-Rennen auf dem Nürburgring
- 1999: 11. Platz beim 24-Stunden-Rennen auf dem Nürburgring
- 2000: 16. Platz beim 24-Stunden-Rennen auf dem Nürburgring
- 2001: Ein 6. und ein 7. Platz bei Läufen der BFGoodrich Langstreckenmeisterschaft
- 2003: Zielankunft beim 24-Stunden-Rennen auf dem Nürburgring
- 2004: Zielankunft beim 24-Stunden-Rennen auf dem Nürburgring
- 2006: 8. Platz bei einem Lauf der BFGoodrich Langstreckenmeisterschaft
- 2007: 3. Platz beim Lauf der Spezial-Tourenwagen-Trophy auf der Nordschleife

## Trivia
Die Stärken des Fahrzeugs liegen auf nasser Fahrbahn. Dank Allradantrieb war es bei Regen gelegentlich das schnellste Fahrzeug im Feld.
Für das Computerspiel „Sports Car GT“ existiert ein kostenloses Community-Add-On von dem MTM Audi 200.